# Улицкая, Людмила Евгеньевна
Людми́ла Евге́ньевна Ули́цкая (род. 21 февраля 1943, Давлеканово, Башкирская АССР, СССР) — русская писательница, переводчица и сценарист.
Первая женщина — лауреат премии «Русский Букер» (2001). Лауреат премии «Большая книга» (2007, 2016). Произведения Людмилы Улицкой переведены не менее чем на 33 языка. Общественный деятель, учредитель «Лиги избирателей».

## Биография
Родилась в Уфе, куда после начала Великой Отечественной войны уехала в эвакуацию семья её родителей. Оба её деда — Яков Самойлович Улицкий и Борис Ефимович Гинзбург — были репрессированы и находились в заключении. К 1942 году семья была дальше эвакуирована в Свердловск. Улицкая окончила среднюю школу уже в Москве после возвращения из эвакуации.
Окончила биологический факультет Московского государственного университета. Два года проработала в Институте общей генетики АН СССР, откуда она уволилась в 1970 году. С тех пор Улицкая, по её собственному утверждению, никогда не ходила на государственную службу: она работала завлитом Камерного еврейского музыкального театра, писала очерки, детские пьесы, инсценировки для радио, детского и кукольного театров, рецензировала пьесы и переводила стихи с монгольского языка.
С юности дружила с поэтессой и правозащитницей Натальей Горбаневской. Была близка к диссидентам, занималась перепечаткой самиздата (что и стало причиной увольнения из Института общей генетики).
Публиковать свои рассказы в журналах Улицкая начала в конце 1980-х годов, а известность пришла к ней после того, как по её сценарию были сняты фильмы «Сестрички Либерти» (1990, режиссёр — Владимир Грамматиков) и «Женщина для всех» (1991, режиссёр — Анатолий Матешко), а в «Новом мире» вышла повесть «Сонечка» (1992). В 1994 это произведение было признано во Франции лучшей переводной книгой года и принесло автору французскую премию Медичи. Во Франции же вышла и первая книга Людмилы Улицкой (сборник «Бедные родственники», 1993) на французском языке.
В 2007 году Улицкая учредила фонд по поддержке гуманитарных инициатив. Одним из проектов фонда Людмилы Улицкой является проект «Хорошие книги», в рамках которого она сама выбирает книги российских издательств и отправляет их в российские библиотеки. Участвует в попечительском совете московского благотворительного фонда помощи хосписам «Вера». С 2007 года по 2010 год выступала организатором серии книг разных авторов по культурной антропологии для детей «Другой, другие, о других».
В 2010 году перенесла раковое заболевание.

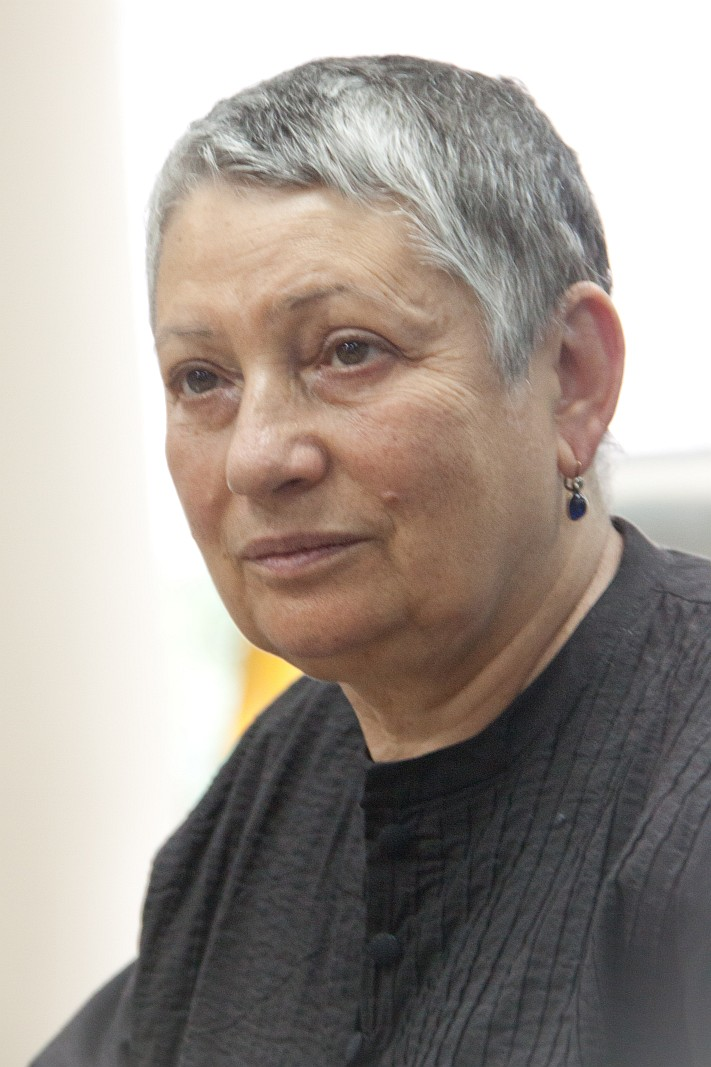
Улицкая в 2012 году

Осенью 2011 года Улицкая перешла из издательства «Эксмо» в издательство «АСТ».
В 2013 году вела на телеканале «Культура» программу «Актуальное кино с Людмилой Улицкой».
В октябре 2013 года стала членом федерального гражданского комитета «Гражданской платформы». В марте 2015 года направила членам ФГК письмо, в котором попросила приостановить своё членство в нём, отметив, что не может разделять и поддерживать политическое направление партии, которое проявилось в последние месяцы, выражающееся в безоговорочной поддержке власти.
В марте 2014 года вместе с рядом других деятелей науки и культуры выразила своё несогласие с политикой российской власти в Крыму и на востоке Украины. Участница конгресса «Украина — Россия: диалог», прошедшего 24—25 апреля 2014 года в Киеве. Критически оценивает ситуацию внутри России, считая, что «нынешняя политика превращает Россию в страну варваров»:

Моя страна сегодня объявила войну культуре, объявила войну ценностям гуманизма, идее свободы личности, идее прав человека, которую вырабатывала цивилизация на протяжении всей своей истории. Моя страна больна агрессивным невежеством, национализмом и имперской манией.
В 2017 году заступилась за «Ельцин-центр» в связи с замечаниями Никиты Михалкова: «…это абсолютно современный, на европейском уровне музей. Сейчас в музейном деле произошла революция, в России очень мало музеев такого уровня», а про мультфильм об истории Российского государства, который возмутил режиссёра, высказалась следующим образом: «Замечательный мультфильм, просто прекрасный. Я даже не знала, что такого уровня мультипликация сегодня существует».
В октябре 2018 года объявлена персоной нон грата в Азербайджане «за грубое нарушение законодательства республики — незаконное посещение оккупированных территорий Азербайджана» — посещение ею непризнанной Нагорно-Карабахской Республики.
По данным СМИ и букмекерских контор, была неоднократно представлена на соискание Нобелевской премии в области литературы.
В феврале 2022 года выступила против вторжения России на Украину. В конце февраля того же года эмигрировала в Германию.
После начала вторжения России в Украину в 2022 году выступающих против войны с Украиной российских писателей, в том числе и Людмилу Улицкую, начали преследовать и «отменять»: их книги прекращают продавать и выпускать, на писателей заводят уголовные дела. В начале февраля 2024 года издательство АСТ, сотрудничающее с Улицкой с 2011 года, выпустило заявление о приостановке выплат писательнице в связи с её заявлением о переводе авторских отчислений на Украину «до прояснения ситуации и возможных официальных разъяснений со стороны автора относительно адресатов денежных отчислений с проданных книг».
1 марта 2024 года Министерством юстиции России внесена в список физических лиц «иностранных агентов».

## Семья
- Отец — Евгений Яковлевич Улицкий (1916—1989[33]), учёный в области сельскохозяйственной технологии, доктор технических наук, автор ряда изобретений и книг «Электрические методы обработки металлов» (1952), «Передовая ремонтная мастерская» (1955), «Наш друг автомобиль» (1962), «Как продлить жизнь машин» (1963), «Техника безопасности на предприятиях сельского хозяйства» (1970); старший научный сотрудник Всесоюзной академии сельскохозяйственных наук и Всесоюзного научно-исследовательского института механизации сельского хозяйства[34][35].
- Мать — Марианна Борисовна Гинзбург (1918—1971), биохимик, научный сотрудник НИИ педиатрии АМН СССР.
- Первый муж — Юрий Захарович Тайц (Миропольский, 1943—1979), сокурсник, впоследствии океанолог, доктор физико-математических наук (1977), прототип Алика в повести «Весёлые похороны»[36].
- Второй муж — генетик Михаил Борисович Евгеньев, доктор биологических наук[37].
  - Сыновья — Алексей Евгеньев (род. 9 января 1972), бизнесмен[38]; Пётр Евгеньев (род. 1975), джазовый музыкант, в настоящее время работает синхронным переводчиком[39][40].
- Третий муж — Андрей Николаевич Красулин, скульптор.

С точки зрения этнической и культурной принадлежности Людмила Улицкая считает себя еврейкой, принявшей христианство.

## Награды
- Литературная Премия Медичи за лучшее зарубежное произведение (1996, Франция) — за повесть «Сонечка»
- Литературная премия Приз имени Джузеппе Ачерби (1998, Италия) — за повесть «Сонечка»
- Русский Букер (2001) — за роман «Казус Кукоцкого» (первая женщина — лауреат этой премии)
- Кавалер ордена Академических пальм (Франция, 2003)
- Премия Книга года за роман «Искренне ваш, Шурик» (2004)
- Кавалер ордена искусств и литературы (Франция, 2004)
- Премия Пенне (2006, Италия) — за роман «Казус Кукоцкого»
- Первая премия Большая книга (2007) — за роман «Даниэль Штайн, переводчик»
- Лауреат национальной премии общественного признания достижений женщин «Олимпия» Российской Академии бизнеса и предпринимательства[43] (2007)
- Литературная премия Гринцане Кавур (2008, Италия) — за роман «Искренне ваш, Шурик»
- Номинация на Международную Букеровскую премию (2009, Англия)
- Литературная премия журнала «Знамя» в номинации «Глобус» (2010)[44] за «Диалоги» Михаила Ходорковского с Людмилой Улицкой, опубликованные в десятом (октябрьском) номере «Знамени» за 2009 год[45].
- Премия Симоны де Бовуар, 2011, Франция
- Австрийская государственная премия по европейской литературе, 2014, Австрия[46]
- Офицер ордена Почётного Легиона (2014, Франция)[47]
- Третья премия Большая книга (2016) — за роман «Лестница Якова»[48]
- Премия Московской Хельсинкской группы в номинации «За защиту прав человека средствами культуры и искусства» (2021)[49]
- Международная литературная премия Форментор, 2022[50]

## Почётные звания
- звание «Почётный профессор Российского химико-технологического университета им. Д. И. Менделеева» (присвоено в декабре 2021, лишена звания в августе 2023)[51][52][53].

## Фильмы, снятые по сценариям Улицкой
- 1983 — «Сто пуговиц» (анимационный)
- 1986 — «Тайна игрушек» (анимационный)
- 1987 — «Ленивое платье» (анимационный)
- 1990 — «Сестрички Либерти»
- 1991 — «Женщина для всех»
- 1999 — «Умирать легко»
- 2003 — «Эта пиковая дама» (телеспектакль)
- 2005 — «Казус Кукоцкого» (сериал)
- 2005 — «Сквозная линия» (фильм-спектакль)
- 2007 — «Ниоткуда с любовью, или Весёлые похороны»

## Интервью
- Улицкая о русской классике, длинных романах, Путине и идеальном государстве // Книжный чел. 1 августа 2019.
- Людмила Улицкая: «В моей жизни был только один поступок…» // ещёнепознер. 3 октября 2019.
- Людмила Улицкая: Быть несчастной — так же неприлично, как ходить с пятном на заднице // Фунт изюма. 21 ноября 2019.
- Людмила Улицкая: Когда забудут Путина, загнивание диктаторов, cиндром обывателя // И Грянул Грэм. 6 декабря 2020.
- Людмила Улицкая: «Я думаю, это моё последнее интервью» // ЖЗЛ с Дмитрием Быковым. 29 апреля 2021.
- Людмила Улицкая о писательстве, истории своей семьи, Сталине и феминизме // Юзефович. 27 сентября 2021.
- Людмила Улицкая: «Каждая война обречена на поражение» // Катерина Гордеева. 29 марта 2022.
- Людмила Улицкая и Лев Шлосберг: «Культура и цивилизация» / Люди мира // ГражданинЪ TV. 8 февраля 2023.